# Bakke (geologi)
 For alternative betydninger, se Bakke. (Se også artikler, som begynder med Bakke)
En bakke er en del af landskabet som er højereliggende end omgivelserne, men som ikke er et bjerg. Der er ingen entydig skillelinje mellem bakker og bjerge. Dog er emner, som består af hårde bjergarter og som er i naturlig forlængelse af grundfjeldet ikke en bakke, men derimod et bjerg. Bjerglandskaber som Alperne betegnes dog på dansk sjældent som bakker. Omvendt findes der i Danmark ingen landskabsformer, om hvilke man i dag vil bruge betegnelsen bjerge (selvom ordet bjerg indgår i utallige stednavne). I Danmark har bjerge været sat ved højder på mere end 200 m over havet.
Bakker beskrives ofte i forhold til et punkts højde over havets overflade. Men det er misvisende. En bakke skal primært defineres ud fra, hvor stejle dens sider er, og hvor stor en højdeforskel der er fra bund til top. De tre største bakker i Danmark er således Aborrebjerg på Møn og Himmelbjerget ved Silkeborg og Møllehøj ved Skanderborg.

## Galleri
- Bakkelandskab i England